# Peter Schelzig

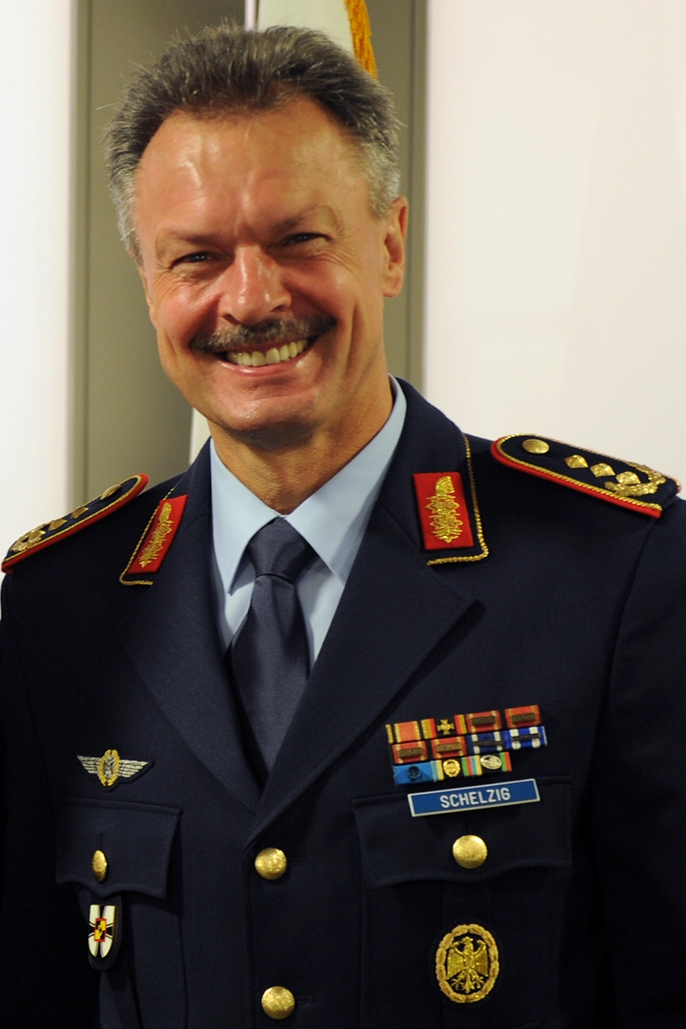
Peter Schelzig

Peter Schelzig (* 10. Juni 1955 in Augsburg) ist ein deutscher Generalleutnant a. D. der Luftwaffe der Bundeswehr. Er war von 2009 bis 2013 Befehlshaber des Luftwaffenführungskommandos und von 2013 bis 2015 Stellvertreter des Generalinspekteurs der Bundeswehr sowie Beauftragter für Reservistenangelegenheiten der Bundeswehr.

## Militärische Laufbahn

### Ausbildung und erste Verwendungen
Schelzig trat am 1. Juli 1977 in die Bundeswehr ein und durchlief bis 1982 die Offizierausbildung und die fliegerische Grundschulung zum Luftfahrzeugführer für Strahlflugzeuge. Von 1982 bis 1988 war er beim Jagdbombergeschwader 32 in Lechfeld als Staffelpilot eingesetzt, zunächst auf der Lockheed F-104G „Starfighter“. 1984 erfolgte eine Umschulung auf das Einsatzmuster Tornado, später folgte der Erwerb der Fluglehrberechtigung für den Tornado. Anschließend folgte eine Verwendung als Einsatzstabsoffizier im selben Geschwader, bevor er 1990 Staffelkapitän im Jagdbombergeschwader 33 in Büchel wurde.

### Generalstabsausbildung und Dienst als Stabsoffizier
Von 1992 bis 1994 nahm er am 37. Lehrgang Generalstabsdienst/Admiralstabsdienst national an der Führungsakademie der Bundeswehr in Hamburg teil. Im Anschluss daran wurde er zum Luftwaffenkommando Süd nach Meßstetten versetzt, wo Schelzig bis 1996 als Dezernatsleiter A3a diente. Danach arbeitete er 1996 bis 1997 im Führungsstab der Streitkräfte (Fü S) des Bundesministeriums der Verteidigung in Bonn als Referent in der Stabsabteilung VI (Konzeption und Planung Bundeswehr), bevor er bis 1998 als stellvertretender Adjutant beim Bundesminister der Verteidigung eingesetzt wurde. Es folgte von 1998 bis 2001 eine erneute Verwendung beim Jagdbombergeschwader 32 in Lechfeld, diesmal als Kommodore des Geschwaders. Während dieser Zeit, von April bis Juni 1999, führte er als Kommodore das Einsatzgeschwader 1 während der Operation Allied Force im Rahmen des Kosovo-Konflikts. Von 2001 bis 2002 folgte eine Verwendung als Leiter der Stabsabteilung A 3 beim Luftwaffenführungskommando in Köln. Er war somit verantwortlich für unmittelbare Einsatzvorbereitung und -begleitung, sowie den Betrieb des Führungszentrums Luftwaffe (FüZLw) als gemeinsames Lagezentrum des Führungsstabs der Luftwaffe, des Luftwaffenamts und des Luftwaffenführungskommandos.

### Generalsverwendungen
2002 bis 2003 war er, unter Ernennung zum Brigadegeneral, als Stellvertreter des Kommandeurs der 4. Luftwaffendivision in Aurich eingesetzt. Während dieser Verwendung war er von Februar bis August 2003 Deputy Commander (DCOM) Air im Hauptquartier der ISAF in Kabul. Schelzig wurde 2003 wieder nach Bonn versetzt, diesmal als Leiter der Stabsabteilung III (Konzeption, Führung und Einsatz der Luftwaffe) zum Führungsstab der Luftwaffe. Am 30. Mai 2005 wurde er zum Generalmajor ernannt und übernahm von Karlheinz Viereck das Kommando über die 4. Luftwaffendivision in Aurich, welches er am 22. Oktober 2009 an Volker Zimmer übergab. Vom 26. Oktober 2009 bis zum 29. April 2013 war Schelzig Befehlshaber des Luftwaffenführungskommandos, mit Wirkung vom 1. November 2009 wurde Schelzig zum Generalleutnant ernannt. Am 1. Mai 2013 übernahm er den Posten des Stellvertreters des Generalinspekteurs der Bundeswehr und des Beauftragten für Reservistenangelegenheiten der Bundeswehr, den er bis zu seinem Ausscheiden aus dem aktiven Dienst innehatte. Am 28. September 2015 wurde er in den Ruhestand verabschiedet. Sein Nachfolger wurde Markus Kneip.
Schelzig hat während seiner Dienstzeit über 2700 Flugstunden erflogen, überwiegend auf den Mustern Starfighter und Tornado.

## Ehrungen und Auszeichnungen
- Verdienstkreuz 1. Klasse des Verdienstordens der Bundesrepublik Deutschland 2017
- Verdienstkreuz am Bande des Verdienstordens der Bundesrepublik Deutschland 2001
- Ehrenkreuz der Bundeswehr in Gold
- Einsatzmedaille der Bundeswehr UNPF
- Einsatzmedaille der Bundeswehr IFOR
- Einsatzmedaille der Bundeswehr SFOR
- Einsatzmedaille der Bundeswehr ISAF
- NATO-Einsatzmedaille Ex-Jugoslawien
- Träger des Goldenen Ehrenringes des Landkreises Augsburg
- L`Ordre national de la légion d`honneur
- Officier de l’Ordre national du mérite

## Privat
Er ist verheiratet und hat ein Kind.